# أونغيو
أونغيو (بالكورية: 은교)‏ هو فيلم رومانسي كوري جنوبي، من اخراج جونغ جي وو، وبطولة بارك هاي إيل و‌كيم غو أون و‌كيم مو يول. مقتبس من رواية للكاتب بارك بوم شين تحمل نفس الاسم. تدور حول شاعر يبلغ من العمر 70 عامًا يقع في حب طالبة في المدرسة الثانوية ويُلهم لكتابة قصة قصيرة عنها.

## القصة
لي غوك يو شاعر وطني مخضرم في السبعينيات من عمره. نشر مساعده سيو غي وو، الذي تجاوز الثلاثين من عمره، مؤخرًا كتابه الأول، الذي وُصف بأنه رواية من نوع أدبي ذات بصيرة نفسية، وقد تصدرت قوائم أكثر الكتب مبيعًا. عندما وجد طالبة شابة في المدرسة الثانوية، تدعى أونغيو، نائمة على كرسي في شرفته، وقع غوك يو في غرامها على الفور، ووافق على منحها وظيفة بدوام جزئي في تنظيف منزله. وبينما يقضي غوك يو المزيد من الوقت برفقة أونغيو، تستيقظ بداخله مشاعر مفقودة منذ فترة طويلة، ويجعله حماسها وشعورها بالمرح ودفئها الحقيقي تجاهه يرى نفسه شاب كالسابق. ينمو حبه وحاجته إليها ليس فقط لأنه يجدها جميلة، ولكن بسبب مشاعره نحوها ايضًا. مفتونًا بها، يبدأ غوك يو في كتابة قصة قصيرة عن علاقته الجنسية المتخيلة مع الشابة. ومع ذلك، ومع اقترابهما من بعضهما البعض، أدان غي وو علاقتهما ووصفها بأنها غير لائقة ومثيرة للاشمئزاز، وسرق القصة القصيرة لينشرها باسمه.

## الممثلون
- بارك هاي إيل في دور لي غوك يو
- كيم غو أون في دور هان أونغيو
- كيم مو يول في دور سيو غي وو
- جونغ مان شيك في دور المدير بارك
- جانغ يون سيل في دور المراسلة
- جونغ سيو إن في دور صاحبة المنزل المُصلحة
- آن مين يونغ في دور الشاعر

## الإنتاج
الرواية، التي تدور حول علاقة بين شاعر في السبعينيات من عمره وطالبة في المدرسة الثانوية تبلغ من العمر 17 عامًا، أثارت جدلاً حادًا بمجرد ظهورها في شكل سلسلة على مدونة المؤلف بارك بوم شين الشخصية.
قال بارك: «لم أكن متحمسًا هكذا من قبل لفيلم مقتبس من أعمالي. أنا متحمس لأن هذه الرواية مبنية على أفكاري الشخصية مع تقدمي في السن. إنها عمل مميز جدًا بالنسبة لي، وقد وثقت بقدرة المخرج جونغ على التعمق في علم النفس البشري والرغبة». زار بارك فريق العمل مرتين خلال إنتاج الفيلم، وقدم نسخًا موقعة من روايته للممثلين والممثلات الرئيسيين.
صرح المخرج جونغ غي وو بأنه اختار بارك هاي إيل لهذا الدور، بدلاً من ممثل أكبر سناً، لسبب محدد، قائلاً: «يتناول هذا الفيلم معنى التقدم في السن، ومعنى الرغبة في شيء ما بعد فقدان الشباب. ظننتُ أن الموضوع سيُقدم بفعالية أكبر عندما يُمنح هذا الدور لممثل أصغر سناً بكثير».
قبل التصوير، زار بارك حديقة باغودا لمراقبة كبار السن، وتناقش مع المخرج لساعات طويلة لإتقان شخصيته. أشاد جونغ بـ«قدرة بارك المذهلة»، إذ خضع لثماني ساعات من المكياج الخاص يوميًا، وتعلم مشية وإيماءة رجل في السبعينيات من عمره.
كانت كيم غو أون طالبة في جامعة كوريا الوطنية للفنون، ولم يسبق لها الظهور في فيلم أو مسلسل تلفزيوني، ولا حتى في دور ثانوي، إذ لم يسبق لها التمثيل إلا في إنتاجات طلابية أو مسرحيات مدرسية. التقت بجونغ عام 2011 عبر مجموعة من الأصدقاء، ولم تكن حتى على علم بتجارب الأداء للفيلم. تذكر كيم: «انتهى بي الأمر بخوض تجربة أداء بعد حديثي مع المخرج. لم يكن لديّ وقت للتحضير». اختيرت من بين حوالي 300 ممثلة خضعن لتجربة أداء لدور أونغيو البريئة والجذابة في آنٍ واحد. قال جونغ إنه بحث عن ممثلة «تكون عادية وحيوية في نفس الوقت»، واستقر على كيم «من خلال مناقشة الكتاب وأفكارها الشخصية عن أونغيو... ما أعجبني في غو أون هو أنها لم تحاول إبهاري على الإطلاق. لم تحاول إرضاء أي شخص. لم تحاول أن تبدو جميلة أمام الكاميرا. كانت على سجيتها فقط. هذا ما جذبني إليها». وقال بإطراء إنها تشبه بطلة فيلم نهاية سعيدة، الممثلة جيون دو يون. وافق الروائي بارك بوم شين عليها للدور وعند مقابلتها قائل: «لقد كانت مثالية لصورة العذراء الدائمة والشباب الأبدي التي ترمز إليها أونغيو». قالت كيم عن أول ظهور لها في السينما: «لقد تطلب الأمر شجاعة كبيرة لأداء هذا الدور... لا أعتقد أن الجمال الجسدي وحده كان كافيًا لإطلاق العنان لكل هذا الشغف في رجل عاش لأكثر من 70 عامًا بقلب من حجر. أونغيو عفوية للغاية وبريئة جدًا لدرجة أنها لم تفكر في عواقب ما تفعله، لكنها تتمتع أيضًا بجانب ناضج. تفتقر إلى الرعاية والحب الأبويين، لذا فهي ترغب في ذلك من شخصية الأب البديل، وتصبح مهووسة بالفكرة». وصفها زميلها في العمل بارك هاي إيل بأنها «منتعشة وحالمة وجذابة. كيم غو إيون هي إونغيو».
فقرة كون أونغيو ضحية عنف منزلي، اضافة من المخرج جونغ، وهي غير موجوده في الرواية. تقول أونغيو للشاعر: «لم أكن أعرف كم كنت جميلة، حتى التقيت بك». قال جونغ: «الأمر يتعلق في الواقع برحلة فتاة صغيرة في اكتشاف ذاتها وقيمتها. أردتُ توثيق اللحظات التي تُدرك فيها قيمتها الحقيقية لنفسها وللآخرين».

## الاستقبال
عند إصداره، أثار الفيلم بعض الجدل بسبب تصويره للعلاقة الجنسية بين رجل يبلغ من العمر 70 عامًا وفتاة في سن المدرسة الثانوية.
عُرض الفيلم في 25 أبريل 2012، وباع 630,000 تذكرة في أسبوعه الأول. وبلغ إجمالي مبيعات التذاكر 1,343,916 تذكرة.

## الجوائز والترشيحات
| قائمة الجوائز والترشيحات | قائمة الجوائز والترشيحات                               | قائمة الجوائز والترشيحات        | قائمة الجوائز والترشيحات | قائمة الجوائز والترشيحات |
| السنة                    | الجائزة                                                | الفئة                           | المستلم                  | النتيجة                  |
| ------------------------ | ------------------------------------------------------ | ------------------------------- | ------------------------ | ------------------------ |
| 2012                     | جوائز فيلم بيل                                         | أفضل فيلم                       | أونغيو                   | فوز                      |
| 2012                     | جوائز فيلم بيل                                         | أفضل ممثلة جديدة                | كيم غو أون               | فوز                      |
| 2012                     | جوائز فيلم بيل                                         | أفضل ممثل مساعد                 | كيم مو يول               | رُشِّح                      |
| 2012                     | جوائز فيلم بيل                                         | أفضل موسيقى                     | يون ري موك               | رُشِّح                      |
| 2012                     | جوائز الناقوس الكبرى                                   | أفضل ممثلة جديدة                | كيم غو أون               | فوز                      |
| 2012                     | جوائز الناقوس الكبرى                                   | أفضل فيلم                       | أونغيو                   | رُشِّح                      |
| 2012                     | جوائز الناقوس الكبرى                                   | أفضل ممثلة                      | كيم غو أون               | رُشِّح                      |
| 2012                     | جوائز جمعية نقاد السينما الكورية                       | أفضل ممثلة جديدة                | كيم غو أون               | فوز                      |
| 2012                     | جوائز أفلام التنين الأزرق                              | أفضل ممثلة جديدة                | كيم غو أون               | فوز                      |
| 2012                     | جوائز أفلام التنين الأزرق                              | أفضل تصوير سينمائي              | كيم تاي كيونغ            | فوز                      |
| 2012                     | جوائز أفلام التنين الأزرق                              | أفضل إضاءة                      | هونغ سونغ تشول           | فوز                      |
| 2012                     | جوائز أفلام التنين الأزرق                              | أفضل إخراج فني                  | كيم سي يونغ              | رُشِّح                      |
| 2012                     | جوائز أفلام التنين الأزرق                              | جائزة التقنية                   | سونغ جونغ هي             | رُشِّح                      |
| 2012                     | جوائز نقاد السينما في بوسان                            | أفضل ممثلة جديدة                | كيم غو أون               | فوز                      |
| 2013                     | جوائز كوفرا السينمائية (رابطة مراسلي الأفلام الكوريين) | أفضل ممثلة جديدة                | كيم غو أون               | فوز                      |
| 2013                     | جوائز بايكسانغ للفنون                                  | أفضل ممثلة جديدة                | كيم غو أون               | رُشِّح                      |
| 2013                     | مهرجان نيويورك للأفلام الآسيوية                        | جائزة النجم الصاعد من ستار آسيا | كيم غو أون               | فوز                      |

## روابط خارجية
- أونغيو على موقع IMDb (الإنجليزية)
- أونغيو على موقع روتن توميتوز (الإنجليزية)
- أونغيو على موقع Turner Classic Movies (الإنجليزية)
- أونغيو على موقع أول موفي (الإنجليزية)
- أونغيو على موقع فيلمافينيتي (الإسبانية)
- أونغيو على موقع قاعدة بيانات الفيلم (الإنجليزية)
- أونغيو على موقع ليتربوكسد (الإنجليزية)
- أونغيو على موقع كينوبويسك (الروسية)